# Hierro de marcar

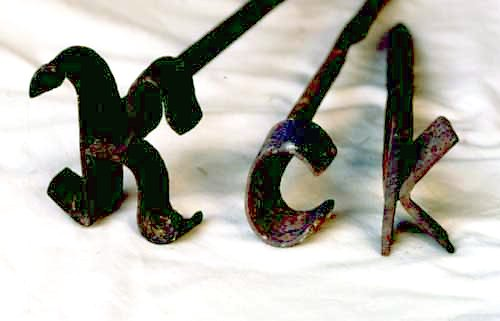
Hierros de marcar de 1910.

Un hierro de marcar se utiliza para impregnar, pulsando una forma metálica candente contra un objeto o un ganado con la intención de dejar una marca identificativa.

## Historia
La historia del marcaje está muy ligada a la historia del uso de animales como mercancía. El hecho de marcar el ganado con un hierro candente para identificar la propiedad comienza en la antigüedad con los antiguos egipcios. El proceso continuó a lo largo de los siglos, entre otros lugares, en la antigua roma que lo utilizaron también para marcar esclavos, hábito continuado con los esclavos en América. 
En el léxico inglés, la palabra germánica " marca " significaba originalmente cualquier cosa caliente o candente, como una marca de fuego, un palo al rojo vivo. A la Edad Media europea, generalmente identificaba el proceso de quemar una marca en un animal de animales con pieles gruesas, tales como ganado vacuno, con el fin de identificar la propiedad del animus revertendi. En Inglaterra, los derechos del común, incluido el sistema de pastos comunes, significaban que el ganado podía pastar en determinadas tierras con pleno derecho y el ganado portva la marca del propietario, a menudo la marca del señor del county. Esta práctica estaba extendida en la mayoría de países europeos con grandes regiones de pastoreo de ganado, incluyendo península ibérica.
Con el colonialismo, muchas tradiciones y técnicas de marcar ganado se extendieron a través del Imperio español en América del Sur y en países del Imperio Británico, incluyendo las Américas, Australasia y Sudáfrica, donde se desarrollaron conjuntos diferentes de tradiciones y técnicas, cada país respectivo.
En las Américas estos sistemas europeos continuaron con la tradición inglesa que se utiliza en la colonia de Nueva Inglaterra y con la expansión hacia el oeste del sistema norteamericano El español evolucionado desde el sur con la tradición en lo que hoy es el suroeste de Estados Unidos y el norte de México. El hierro de marcar consistía en una varilla de hierro con un simple símbolo o marca que se calentaba al fuego. Después de que la hierro de marcar se pusiera encendido, la mano de vaca presionaba la plancha contra la piel de la vaca. La marca única significaba que el ganado propiedad de varios propietarios podía pastar libremente juntos a la superficie común o en el campo abierto. Entonces, los vaqueros podrían separar el ganado durante la concentración para ir al mercado.

## Tipo de hierros de marcar
Los hierros de marcar presentan diversos estilos, diseñados principalmente por su método de calentamiento.

### Calentado al fuego
El método tradicional calentado por el fuego todavía se utiliza hoy en día. Aunque requieren períodos de tiempo más largos para calentarse, los hierros de marcar aguantan la temperatura y por debajo de las formas más avanzadas de marcar, son baratos de producir y comprar. Los hierros de marcar calentados al fuego se utilizan para marcar madera, bistecs, cuero, ganado y plásticos.

### Eléctrico
Los hierros de marca eléctricos utilizan un elemento de calefacción eléctrico para calentar una hierro de marcar a la temperatura deseada. Los hierros de marca eléctricos presentan muchas variaciones, desde los hierros diseñados para la marca del ganado, los hierros diseñados para marcar la madera y el cuero y los modelos diseñados para colocarlos dentro de una broca para la fabricación. La temperatura de un hierro de marca eléctrica se puede controlar aumentando o disminuyendo el flujo de electricidad.

### Propano
Los calentadores de hierros de marcar de propano, utilizan un flujo continuo de propano para calentar el extremo de hierro. Se utilizan habitualmente cuando no hay electricidad disponible. Utilizando el flujo de propano, la temperatura se puede ajustar para diferentes entornos de marcado.
Un calentador de hierro de marcar fabricado comercialmente funcionando con gas LP es un método habitual para calentar varios hierros de marcar a la vez.

### Marca criogénica
A diferencia de la marca tradicional de hierro caliente, la marca criogénica utiliza un hierro de marcar que se ha enfriado con un refrigerante como hielo seco o nitrógeno líquido. En lugar de quemar una cicatriz en el animal, la marca criogénica daña las células capilares que producen pigmentos, haciendo que el pelo del animal se convierta blanco donde se ha aplicado la marca. Para aplicar una marca criogénica, el pelaje del animal se afeita de manera que quede expuesta la piel desnuda y luego se aplica el hierro congelado en la zona desnuda durante un período de tiempo que varía tanto con la especie animal como con el color de su piel o pelaje: se utilizan períodos más cortos en animales de color oscuro, lo que hace que los folículos pilosos pierdan todo color y vuelva a crecer como pelo blanco. Se necesitan tiempo más largos en animales con capa blanca, ya ques'aplicar la marca el tiempo suficiente para detener permanentemente el crecimiento del cabello en la zona de la marca y sólo queda epidermis.

## Uso popular

### Marcaje ganadero
El marcado ganadero es quizás el uso más frecuente de un hierro de marcar. El uso moderno incluye la calefacción de gas, el método tradicional para calentar fuego, una plancha calentada por electricidad (plancha eléctrica para ganado) o una plancha superrefrigerada por hielo seco (plancha por congelación). En el ganado vacuno, el caballar y el resto de ganado se utilizan habitualmente por la misma razón que se hacía en la antigüedad, para demostrar su propiedad.

### Marcaje de madera
Los trabajadores de la madera suelen utilizar planchas de marcar eléctricas o calentadas por fuego para dejar la marca o el logotipo de su empresa. Los palets de madera y otros envases de exportación de madera a menudo se marcan de esta manera de acuerdo con la NIMF 15 para indicar que la madera ha sido tratada para evitar que lleve plagas.

### Marcaje de filetes
Los aficionados a la barbacoa y los cocineros profesionales utilizan habitualmente los planxers de marcar para dejar una huella que indique la calidad de un filete o para identificar el chef o el maestro de la parrilla.

### Marcaje de cuero
A menudo, los fabricantes de arneses de caballo utilizan hierros de marcar en lugar de un sello de cuero de acero para indicar que se trata de un producto de artesanía.